# Сюккейен
Сюккейен (яп. 縮景園, しゅっけいえん, «Сад мініатюрних краєвидів») — японський сад прогулянкового типу в Японії, у місті Хіросіма, районі Нака.

## Історія
У 1619 році самурайський можновладець Асано Наґаакіра був призначений сьоґунатом Токуґава володарем провінції Акі та 8 повітів провінції Бінґо, з центром у Хіросімському замку. 1620 року, його головний васал і майстер чайної церемонії Уеда Соко розпочав поблизу замку будівництво саду, що мусив стати частиною вілли нового володаря. Сад, який складався з багатьох мініатюрних ландшафтів, отримав назву «Сюккейен» і, за переказами, уособлював легендарне «Західне озеро» китайського міста Ханчжоу.
Після реставрації Мейдзі 1869 року, Сюккейен використовувався як садиба роду Асано. 1884 році, коли Генеральний штаб Збройних сил Японії був перенесений до Хіросімського замку, а сама Хіросіма виконувала функції японської столиці, сад став тимчасовою резиденцією Імператора. У 1913 році Сюккейен було вперше відкрито для громадського огляду, а у 1940 році подаровано родом Асано префектурі Хіросіма. Того ж року, сад було офіційно визнано цінною державною пам'яткою Японії. 6 серпня 1945 року Сюккейен було зруйновано у результаті ядерного бомбардування Хіросіми авіацією США, але невдовзі реставровано у 1951 році. 
З 2-ї половини 20 століття Сюккейен є одним з головних туристичних об'єктів Хіросіми, який щорічно відвідує близько 300 тисяч осіб. Сад вважається державною природоохоронною пам'яткою Японії.

## Опис

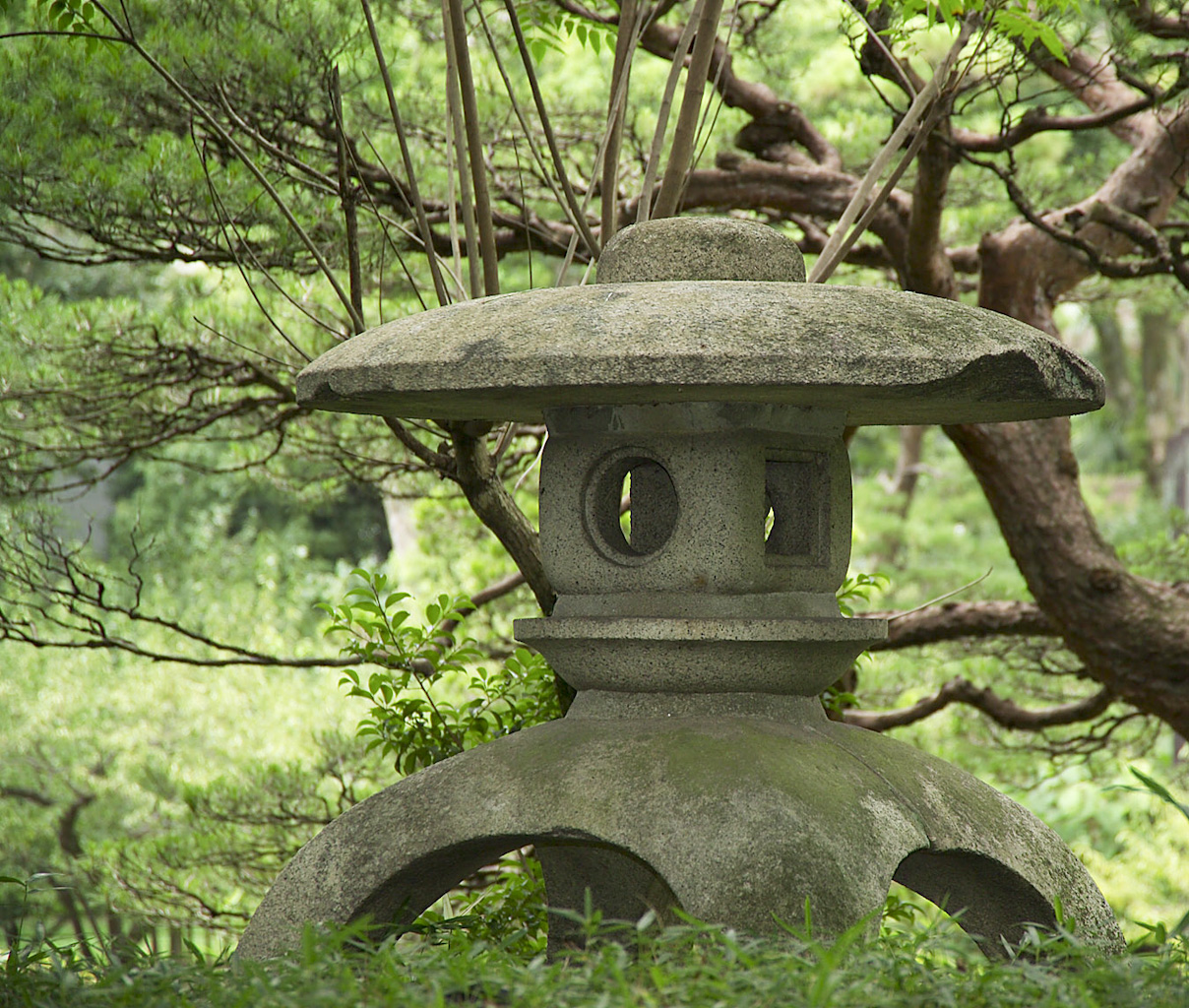
Придорожній ліхтар
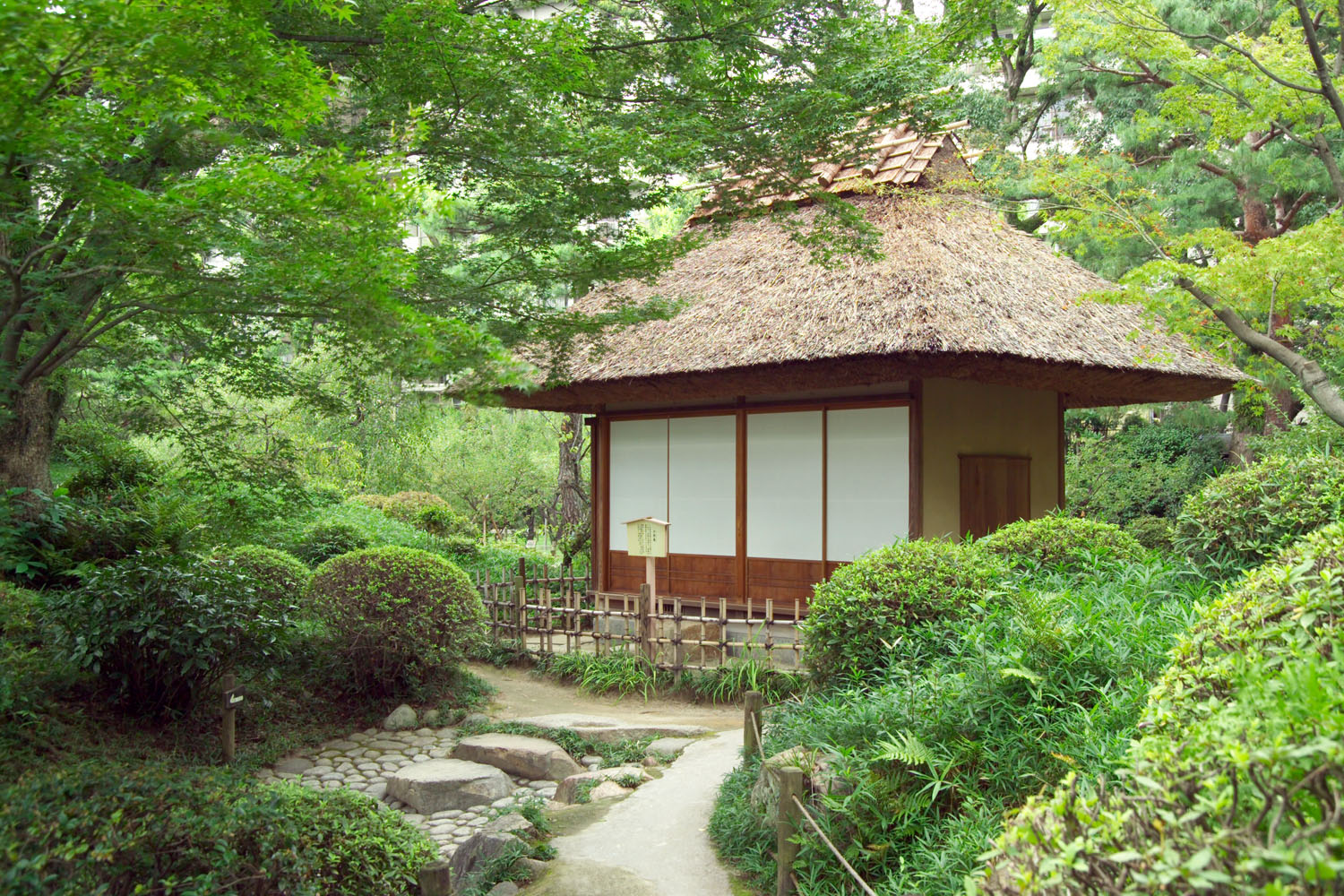
Чайна
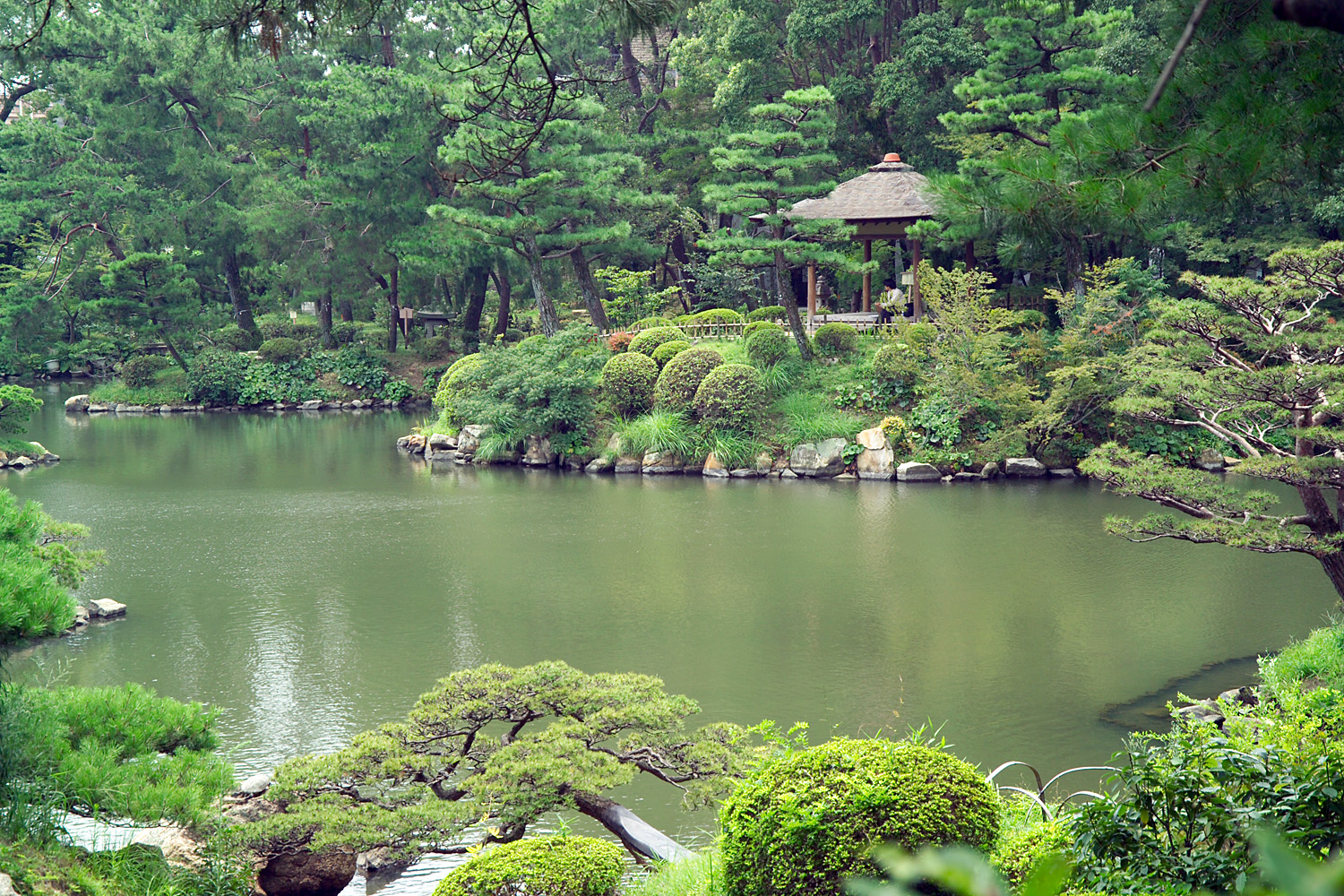
Ставок Такуей
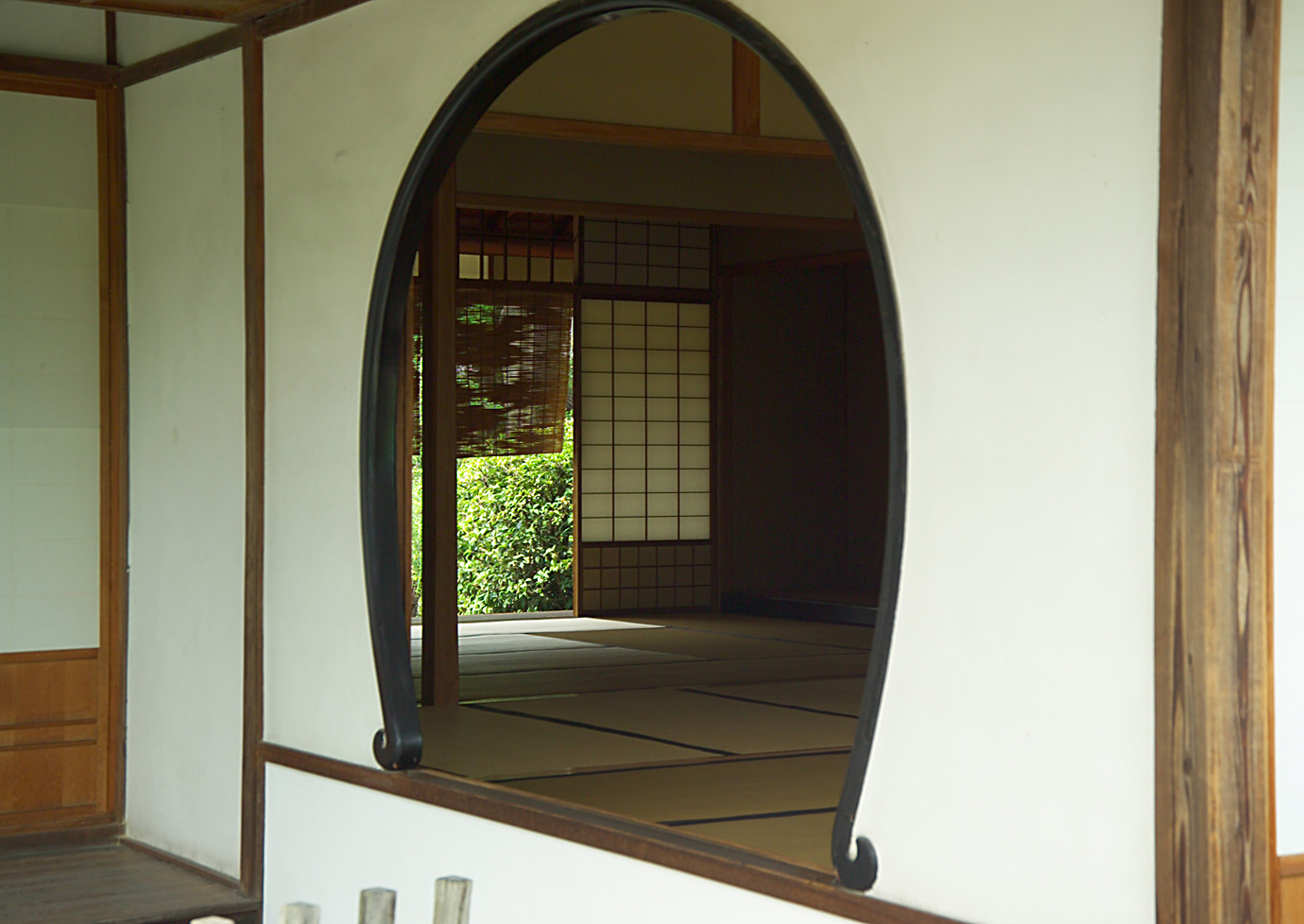
Дім свіжого вітру

У центрі саду знаходиться ставок Такуей, у якому розміщено понад 10 малих і великих штучних островів. Його оточують округлі насипні гори, долини, мости, чайні хатки і альтанки. Вони з'єднані піщаними і кам'яними доріжками, з яких відкривається вид на весь сад. Задля того, щоб збільшити відчуття розміру саду, який є невеликим, використана техніка перетятої місцевості: рівнини різко переходять у височини, місцями течуть струмки і водоспади, а вся територія густа вкрита деревами і квітами, які представляють рослинність різних пір року. Через центр ставка перекинуто «Веселковий міст», який було споруджено за зразком «Місячного моста» з токійського саду Коракуен і «Моста вічності» Імператорської вілли Сюґакуїн в Кіото. У південно-центральній частині саду знаходиться «Дім свіжого вітру», призначений для відпочинку, чайної церемонії і оглядання ставка з мостом. Він побудований у стилі чайної.